# Diego López Medina
Diego López Medina (nacido como Diego Eduardo Pablo López Medina, el 23 de mayo de 1969 en Bogotá, Colombia) es un abogado colombiano conocido por sus estudios en Colombia e Hispanoamérica sobre Derecho constitucional, Teoría del Derecho, Sociología jurídica, Derecho internacional de los derechos humanos y política pública en Justicia. Es autor de libros como El Derecho de los Jueces, Teoría Impura del Derecho y el Manual de Escritura Jurídica, entre otros. En la actualidad es profesor de los cursos de “Derecho Constitucional”, “Derecho Comparado”, “Teoría del Derecho”, “Problemas Contemporáneos de la Justicia” y “Agravios, Conflictos y Procesos” en la Facultad de Derecho de la Universidad de los Andes. Ha sido miembro del Consejo de la Facultad de Derecho de la Universidad de los Andes. También es Fundador y actual Codirector de la maestría en “Derecho, Gobierno y Gestión de la Justicia” de la Facultad de Derecho de la Universidad de los Andes. Ha sido miembro de los Comités de maestría y doctorado en Derecho de la Universidad de los Andes y profesor fundador de ambos programas de investigación avanzada.

## Publicaciones

### Libros
- Manual de Escritura Jurídica. Editorial Legis/Agencia Nacional de Defensa Judicial del Estado, Bogotá, 2018. 1ª reimpresión, septiembre 2018.
- Eslabones del derecho. El deber de coherencia con el precedente judicial. Editorial Legis/Universidad de los Andes, Bogotá, 2016.
- Cómo se construyen los derechos. Narrativas jurisprudenciales sobre la orientación sexual. Editorial Legis/Universidad de los Andes, Bogotá, 2016.
- Teoría impura del derecho: la transformación de la cultura jurídica latinoamericana. Editorial Legis/Universidad de los Andes, Bogotá, 1ª edición, 2004. 1ª reimpresión 2004; 2ª reimpresión 2004; 3ª reimpresión 2005; 4ª reimpresión 2008; 5ª reimpresión 2009; 6ª reimpresión 2012; 7ª reimpresión, 2013; 8ª reimpresión, 2016; 9ª reimpresión, 2018.
- El derecho de los jueces. 2 ediciones, 18 reimpresiones.
- Editorial Legis/Universidad de los Andes, Bogotá, 1ª edición, 2000 (con 5 reimpresiones). 2ª edición, 2006: 1ª reimpresión (sept., 2006); 2ª reimpresión (nov., 2006); 3ª reimpresión (feb., 2007); 4ª reimpresión (sep., 2007); 5ª reimpresión (mar, 2008); 6ª reimpresión (ago, 2008); 7ª reimpresión (feb., 2009); 8ª reimpresión (jul., 2009); 9ª reimpresión (jul., 2010); 10ª reimpresión (oct., 2011); 11ª reimpresión (oct., 2012); 12ª reimpresión (oct. 2013); 13ª reimpresión (abr. 2014); 14ª reimpresión (jun. 2015); 15ª reimpresión (feb. 2016); 16ª reimpresión (ene. 2017); 17ª reimpresión (feb. 2018); 18ª reimpresión (ene. 2019); 19ª reimpresión (septiembre 2019).
- Interpretación Jurisprudencial desde la perspectiva de los jueces y juezas en Colombia: Área Constitucional. Escuela Judicial “Rodrigo Lara Bonilla”, Bogotá, 2011.
- El derecho de los jueces en América Latina: historia, usos y técnicas. USAID, San Salvador- El Salvador, 2011, 279 páginas.
- Jurisdicción de paz y derechos fundamentales: ¿Cómo armonizar sus tensiones?
- Escuela Judicial “Rodrigo Lara Bonilla/Cámara de Comercio de Bogotá, Bogotá, 2010.
- Las fuentes del argumento. En colaboración con R. Amaya, A.M. Beltrán, J. González y L. Slebi. Editorial Legis, Bogotá, 2009. 1ª reimpresión, (jul., 2009); 7ª reimpresión (sept., 2019).
- La letra y el espíritu de la ley: reflexiones pragmáticas sobre el lenguaje del derecho y sus métodos de interpretación. Ediciones Uniandes/Editorial Temis, Bogotá, 1ª edición, 2008; 1ª reimpresión, 2009.
- La defensa de la libertad: análisis de las relaciones entre ley, derechos fundamentales y derechos humanos en el proceso penal colombiano. Fiscalía General de la República-Imprenta Nacional, Bogotá, 2008.
- El proceso penal entre la eficiencia y la justicia: la aplicación de técnicas de dirección judicial del proceso al sistema acusatorio colombiano. (En coautoría con Liliana Sánchez Mejía). Consejo Superior de la Judicatura, Bogotá, 2006.
- Nuevas tendencias en la dirección judicial del proceso. Consejo Superior de la Judicatura, Bogotá, 2004.
- Interpretación constitucional. Consejo Superior de la Judicatura/ Universidad Nacional de Colombia, Bogotá, 1ª edición, 2002. 2ª edición, 2006.
- La lucha por la justicia: reflexiones sobre el concepto de justicia. Pontificia Universidad Javeriana, Facultad de Derecho, 1993.